# Šebířov
Šebířov är en ort i Tjeckien.   Den ligger i regionen Södra Böhmen, i den centrala delen av landet, 60 km söder om huvudstaden Prag. Šebířov ligger 417 meter över havet och antalet invånare är 392.
Terrängen runt Šebířov är huvudsakligen platt, men söderut är den kuperad. Šebířov ligger nere i en dal. Runt Šebířov är det glesbefolkat, med 19 invånare per kvadratkilometer. Närmaste större samhälle är Vlašim, 16,4 km norr om Šebířov. Trakten runt Šebířov består till största delen av jordbruksmark.